# Restorffs Bryggjarí

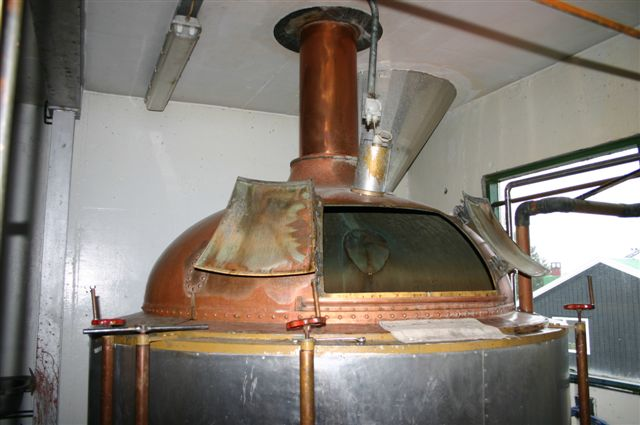
En bryggeripanna

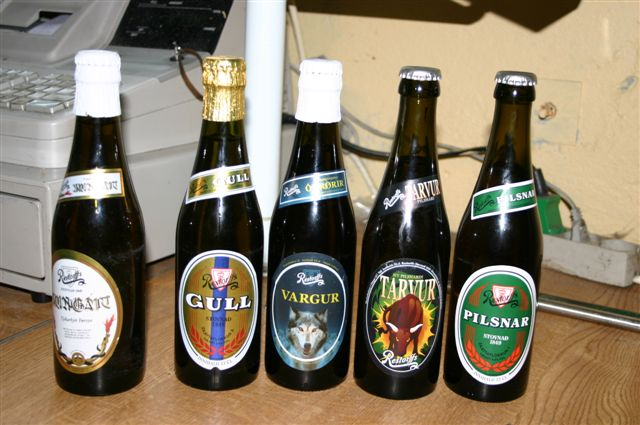
Restorffs öl

Restorffs Bryggjarí var Färöarnas äldsta bryggeri, innan det lades ned 2007, och även ett av Skandinaviens äldsta bryggerier. Bryggeriet hade sitt säte i Tórshavn.
Bryggeriet grundades år 1849 i Tórshavn av Martin Christian Restorff som kom till Färöarna år 1840 som bagarlärling. Han härstammade från en tysk släkt. Fram till 2002 var bryggeriet familjeägt, tillsammans med Hotel Hafnia som familjen också ägde. Bryggeriet ägde också Vertshúsið Restorff (Värdshuset Restorff) på Niels Finsens gata med glaskonst av Tróndur Patursson. År 2002 såldes bryggeriet till nya ägare, som utökade ölsortimentet med några nya ölsorter. Bryggeriet blev till salu igen i januari 2007. I augusti 2007 lades bryggeriet ned.
Bryggeriet framställde innan det lades ned nio ölsorter, bland annat en jul- och påsköl kallad Mungát - ett namn för färöisk öl, som nämns i fårbrevet från 1298. Det vanligaste ölet var pilsnerölet. Förutom öl tillverkade bryggeriet fram till 2005 också läskedrycker, varav några få märken efter 2005 fortsatte tillverkas på Föroya Bjór under licens.